# Michel Reijinga
Michel Reijinga (Amsterdam, 18 oktober 1967 – Diemen, 22 juli 2025) was een Nederlands activist. Hij was de voorman van de anti-coronabeweging Nederland in Verzet en richtte in 2022 de politieke partij Samen voor Nederland op.

## Leven voor de coronaperiode
In zijn jonge jaren was Reijinga diskjockey en als minderjarige kreeg hij in 1986 toestemming om zich te gaan bezighouden met ambulante handel. Reijinga stond jarenlang als marktkoopman op de Albert Cuypmarkt in Amsterdam.  Later stapte hij over op artiestenbegeleiding en de evenementenbranche. Hij verzorgde licht en geluid bij optredens van artiesten zoals Anita Meyer en André Hazes en was betrokken bij de organisatie van evenementen in binnen- en buitenland met bekende namen.
In een interview vertelde Reijinga dat hij in 2019 een burn-out kreeg en dat hij in het jaar daarop drie maanden moest wachten op een operatie vanwege de drukte in de zorg tijdens de coronaperiode.

## Coronaperiode

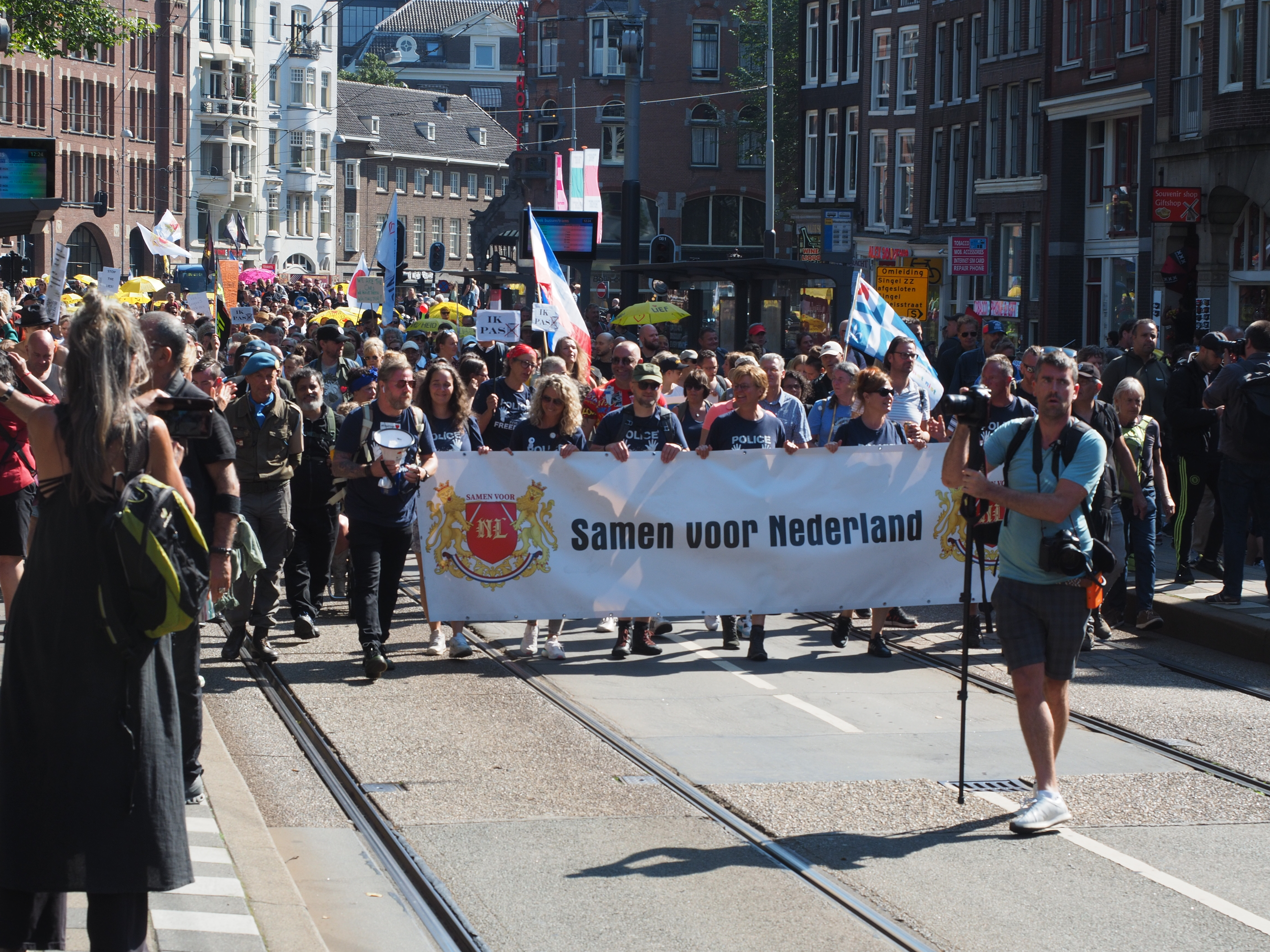
Een demonstratie van Samen voor Nederland in Amsterdam op 5 september 2021

Reijinga kreeg in 2021 nationale bekendheid als oprichter van Nederland in Verzet. Ten tijde van de coronacrisis in Nederland plaatste Reijinga regelmatig berichten en video's op sociale media, waarin hij kritisch was op autoriteiten en soms alternatieve verklaringen voor gebeurtenissen aandroeg. Politici zoals Thierry Baudet en Wybren van Haga maakten deel uit van zijn netwerk.
Reijinga kreeg vooral bekendheid toen hij zich verzette tegen de strenge landelijke maatregelen rondom de virusuitbraak. Hij voerde in Amsterdam wekelijks actie op het Museumplein en in andere steden, onder het mom 'een kopje koffie drinken'. Reijinga organiseerde meerdere demonstraties tegen het Nederlandse coronabeleid op onder andere de Dam. Ook was hij mede-initiatiefnemer bij de protestmars tegen het kabinet-Rutte IV op 1 mei 2022. In een interview bij het activistische kanaal LNN Media op YouTube noemde Reijinga zichzelf "een groot denker en een groot doener".
In 2022 richtte Reijinga de politieke partij Samen voor Nederland op, met het doel om mee te doen aan de Tweede Kamerverkiezingen 2023. De partij gaf aan te staan voor vrijheid, liefde en waarheid, en omschreef zichzelf als liberaal in de zin van het nastreven van vrijheid, maar ook sociaal en voor menselijkheid.

## Andere demonstraties
Behalve bij coronademonstraties was Reijinga ook vaak aanwezig bij boerenprotesten tegen het stikstofbeleid.
In november 2022 organiseerde hij samen met Samen voor Nederland een demonstratie op de Dam, waar de Britse holocaustontkenner David Icke als spreker was aangekondigd. De regering legde Icke uiteindelijk een inreisverbod op, waardoor hij niet naar Amsterdam kon komen. De demonstratie werd omgedoopt tot een 'vredesdemonstratie', die eindigde met koffiedrinken op de Dam.

## Overlijden
Reijinga kwam op 22 juli 2025 om het leven bij een eenzijdig auto-ongeluk in Diemen. Hij heeft er zelf voor gekozen om zijn leven te beëindigen, en overleed op 57-jarige leeftijd.
De Amsterdamse burgemeester Femke Halsema reageerde op het overlijden van Reijinga en noemde hem "een gedreven en bewogen man die stond voor zijn zaak". Ook FVD-kamerlid Gideon van Meijeren reageerde op het nieuwsbericht en omschreef Reijinga als "een man die zich met hart en ziel inzette voor vrijheid en rechtvaardigheid".

### Eerbetoon
Op zondag 27 juli 2025 kwamen enkele honderden mensen bijeen op het Museumplein in Amsterdam om Reijinga te herdenken. Tijdens de herdenking werden bloemen gelegd, toespraken gehouden en met omgekeerde Nederlandse vlaggen gezwaaid. De aanwezigen spraken hun waardering uit voor Reijinga's inzet tijdens de coronaperiode. Op het grasveld had men een paal in de grond geslagen, met daarop een zelfgemaakt straatnaambordje met de tekst "Michel Reijingaplein". Naast de paal werd een grote foto van Reijinga getoond. Ook Willem Engel, de voorman van Viruswaarheid, was bij de herdenking aanwezig.